# Turanogonia chinensis
Turanogonia chinensis là một loài ruồi trong họ Tachinidae.